# Фицджеральд, Роберт, 19-й граф Килдэр
Роберт Фицджеральд (англ. Robert FitzGerald, 19th Earl of Kildare; 4 мая 1675 — 20 февраля 1743) — 19-й граф Килдэр (1707—1743), ирландский аристократ, лорд, барон, граф, пэр Ирландии, лорд-юстициарий Ирландии (1714).

## Биография
Единственный сын достопочтенного Роберта Фицджеральда (ок. 1637—1697/1698), младшего сына Джорджа Фицджеральда, 16-го графа Килдэра (1611—1660). мать — Мэри Клотуорти, дочь Джеймса Клотуорти.
9 ноября 1707 года после смерти своего двоюродного брата, Джона Фицджеральда, 18-го графа Килдэра (1661—1707), не оставившего после себя детей, Роберт Фицджеральд стал 19-м графом Килдэр и 5-м бароном Оффали, унаследовав поместья, замки и земли графов Килдэр в Ирландии.
В 1710 году Роберт Фицджеральд стал членом Тайного Совета Ирландии. В 1714 году он получил должность лорда-юстициария Ирландии.
Роберт Фицджеральд отличался от своих современников — других аристократов Ирландии глубокими, сильными и искренними религиозными убеждениями. Как-то Ричард Парсонс, 1-й граф Росс (1702—1741), известный распутник своего времени, незадолго до своей смерти получил письмо от местного викария, в котором последний упрекал его за разврат и богохульство, призывая покаяться. Граф Росс заметил, что в письме не было указано фамилии, а было написано только обращение «мой лорд». Граф Росс перед смертью решил выкинуть последний шутку — он завернул письмо в пустой конверт и переадресовал его графу Килдэру. Тот получил письмо и возмущению его не было предела. Он обратился к архиепископу Дублина, но обман быстро был раскрыт.

## Семья

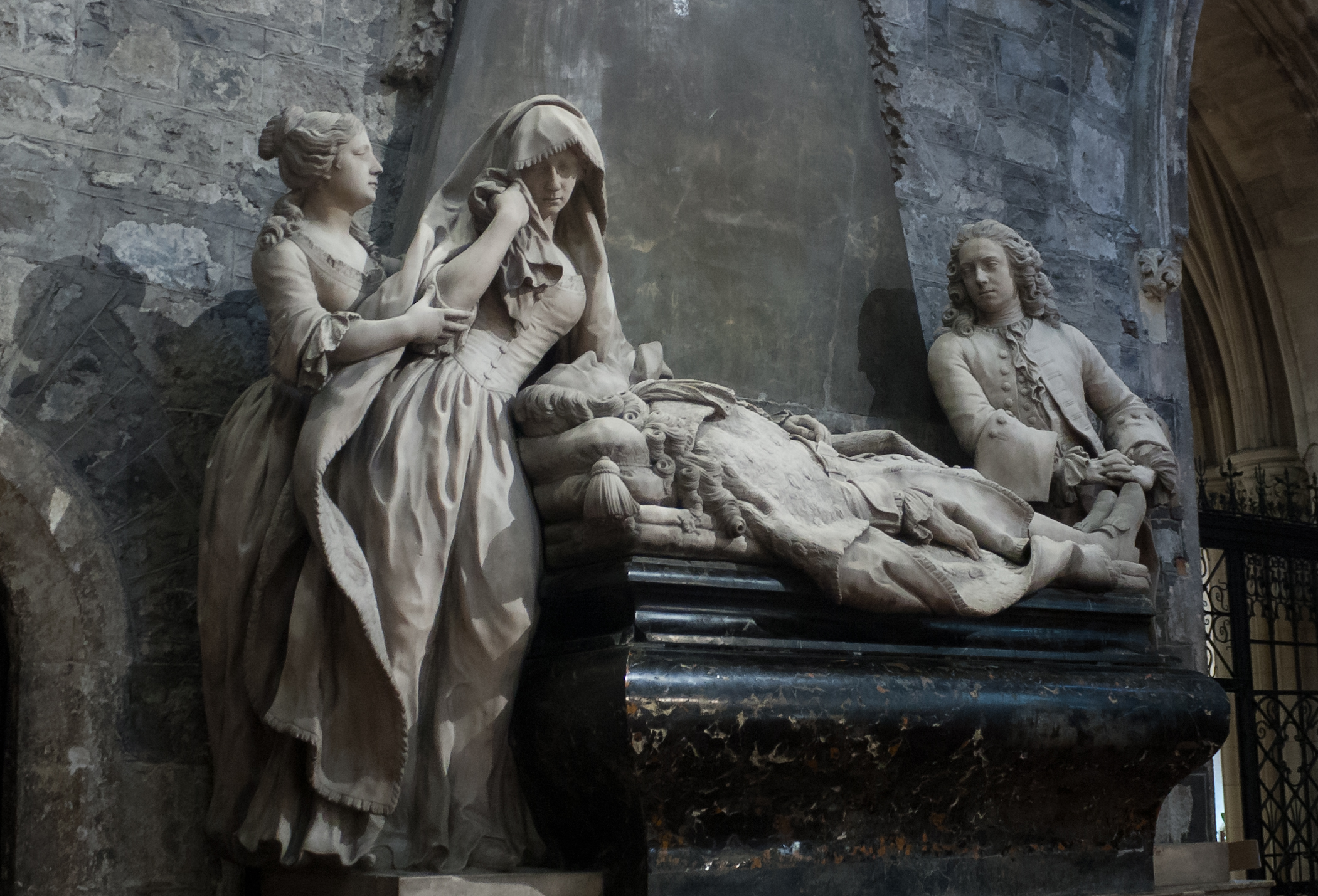
Памятник Роберту Фицджеральду в Церкви Христа в Дублине. Его жена и дети оплакивают 19-го графа Килдэра

Роберт Фицджеральд женился на леди Мэри, дочери Уильяма О’Брайена, 3-го графа Инчикуина. Брак состоялся 7 марта 1708 года. У них было четверо сыновей и восемь дочерей, в том числе:
- Джеймс Фицджеральд, 1-й герцог Лейнстер (29 мая 1722 — 19 ноября 1773)[3]. Титул герцога получил в 1766 году.
- Достопочтенный Ричард Фицджеральд[3]. Был женат на Маргарет Кинг (ум. 1763), дочери Джеймса Кинга, 4-го барона Кингстона.
- Леди Маргаретт Фицджеральд (ум 19 января 1766)[3], жена с 1747 года Уиллса Хилла, 1-го маркиза Дауншира (1718—1793), трое детей.

## Смерть
Роберт Фицджеральд, 19-й граф Килдэр, скончался 20 февраля 1743 года в возрасте 68 лет. Его титулы и владения унаследовал его единственный сын Джеймс Фицджеральд, 20-й граф Килдэр, который в 1761 году стал 1-м маркизом Килдэр, а в 1766 году ему был пожалован титул 1-го герцога Лейнстера.
Роберту Фицджеральду был установлен памятник в Церкви Христа в Дублине. На памятнике изображены Роберт, его жена и дети — Маргарет и Джеймс. Автор памятника — скульптор Генри Чир.